# Sarteneja

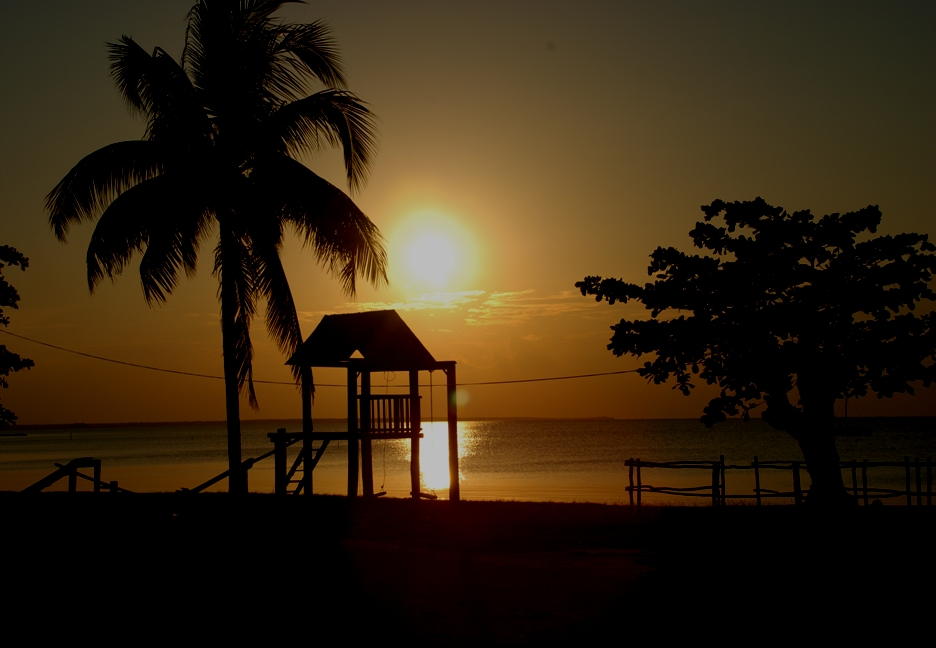
Sarteneja North Front at sunset

Sarteneja es una ciudad del distrito de Corozal, en Belice. En el último censo realizado en el año 2000, su población era de 1.648 habitantes. A mediados de 2005, la población estimada de la ciudad era de 1800 habitantes.
- Datos: Q7424662
- Multimedia: Sarteneja / Q7424662